# Escíncid d'Alborn
L'escíncid d'Alborn (Oligosoma albornense) és una espècie d'escíncid en perill crític i poc coneguda que només es troba en un sol jaciment a prop de Reefton, Nova Zelanda. Està classificat com a "Crític nacional" pel Departament de Conservació segons el Sistema de classificació d'amenaces de Nova Zelanda.

## Taxonomia
Durant molts anys es va considerar que l'escíncid motejat (Oligosoma infrapunctatum) era una espècie comuna i generalitzada de Nova Zelanda, però l'anàlisi genètica va revelar que en realitat es tracta d'un complex d'espècies format per nombroses espècies localitzades i visualment similars però genèticament diferents.
El 1992 Tony Whitaker i Mike Meads van identificar una població distintiva d'escíncids motejats en un lloc proper a Reefton, a la costa oest de l'illa del Sud. Una anàlisi molecular del 2008 va identificar els escíncids de la mina de carbó d'Alborn com a genèticament diferents d'altres poblacions d'Oligosoma. Un estudi del 2019 ho va confirmar, va anomenar i va descriure l'espècie escíncid d'Alborn, i va establir que el seu parent més proper era l'escíncid Kapitia (O. salmo). El clade salmo és un dels diversos llinatges diferents d'escíncid que es va originar al Pliocè i va sobreviure a diversos cicles glacials a Westland.
L'espècie pren el nom de la seva localitat, la mina de carbó d'Alborn, que va ser explotada des de 1908 fins a 1966.

## Descripció
Tot i que és genèticament diferent d'altres membres de la família Oligosoma, té un aspecte similar i només es pot distingir per diversos caràcters subtils: menys de 69 escates ventrals a diferència de l'O. newmani, un cap més estret que l'O robinsoni, més lamines subdigitals i una cua més curta que l'O. auroraensis. És un escíncid llarg i esvelt amb un dors marró tacat i una franja dorsolateral pàl·lida amb vores dentades. Una banda lateral marró fosc està vorejada per sota per una fina franja dentada pàl·lida. Les ratlles no continuen per la cua (intacta), que és almenys tan llarga com el cos i no té la part inferior de taques de colors de l'O. salmo. Tenen els ulls marró fosc i el musell en forma de falca amb una barbeta i una gola grises. A diferència de l'O. infrapunctatum, la seva part inferior és de color groc ocre, tornant-se gris a la part baixa de la cua. La seva longitud del musell fins a la cloaca és de fins a 87 mm i pesen de mitjana 11,5 g.

## Habitat

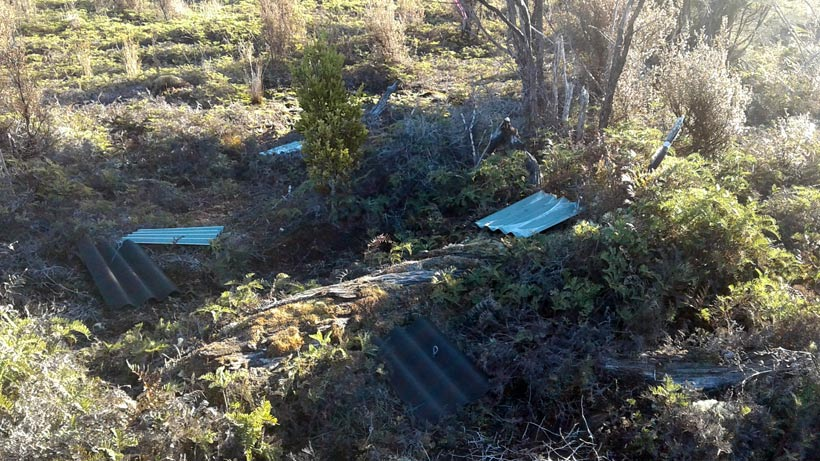
Hàbitat de l'escíncid d'Alborn amb dispositius de control

La mina de carbó d'Alborn feia 30 anys que estava abandonada quan aquesta espècie es va trobar per primera vegada al voltant de la maquinària minera descartada, en una zona que s'havia netejat, però que estava plena de vegetació autòctona regeneradora. El seu hàbitat preferit són entre els matolls al bosc de faigs. També s'han trobat a l'aiguamoll de pakihi proper i sembla tolerant a les condicions humides; quan el terreny s'inunda durant una pluja intensa, els escíncids s'enfilen als troncs i els punts alts per mantenir-se allunyats de l'aigua.

## Conservació

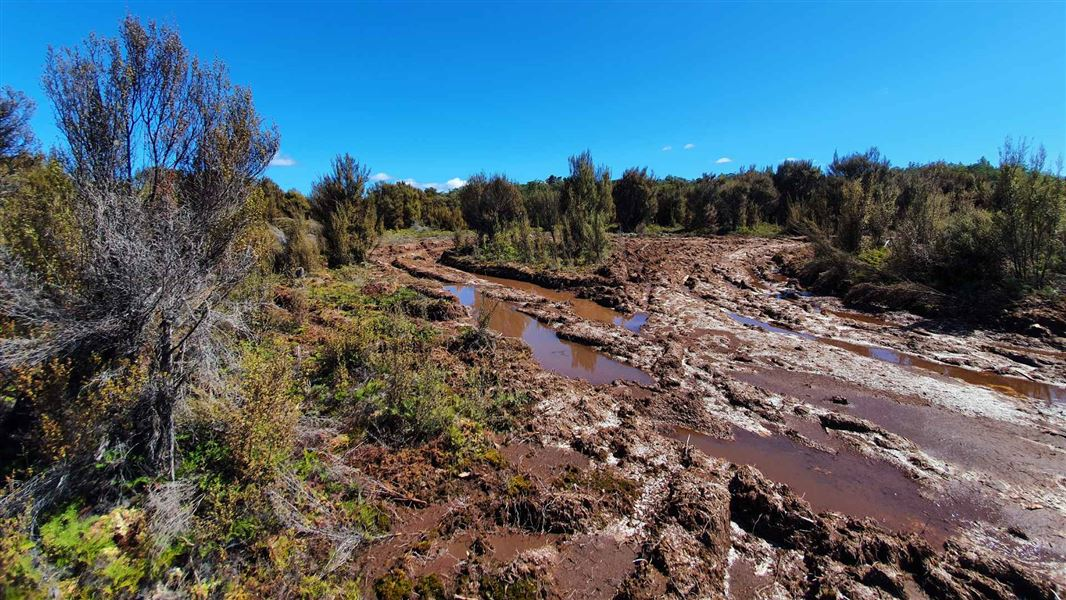
Els danys provocats el novembre de 2020

Està classificat com a "Crític nacional" al sistema de classificació d'amenaces de Nova Zelanda del Departament de Conservació. Abans del 2015 només hi havia 7 registres de l'espècie, i el 2017 s'havien vist menys de 20 individus. El seu abast molt reduït els fa vulnerables a l'extinció, i probablement són depredats per ratolins, rates, mustèlids i wekes.
El seu hàbitat està prohibit per als vehicles, però el novembre de 2020 uns vehicles amb tracció a les quatre rodes hi van circular, el terreny es va agitar i es va destruir les cobertes de pous de monitoratge. Els vàndals van tallar arbres per fer pistes, van destruir tanques i portes i van convertir part de l'hàbitat en un "forat de fang".